# Woodbury (comté d'Orange, New York)
Pour les articles homonymes, voir Woodbury.
Woodbury est une ville du comté d'Orange, dans l'État de New York, aux États-Unis,. En 2010, elle comptait une population de 11 353 habitants.

## Démographie
Lors du recensement de 2010, la ville comptait une population de 11 353 habitants, tandis qu'elle est estimée en 2020 à 12 197 habitants.